# Montélimar
Montélimar is een gemeente in het Franse departement Drôme (regio Auvergne-Rhône-Alpes). De gemeente telde 40.356 inwoners op 1 januari 2022. De plaats maakt deel uit van het arrondissement Nyons. Het is de op een na grootste stad van het departement en is bekend door haar noga.

## Geschiedenis
In de Gallo-Romeinse periode heette de plaats Acunum.
In de 10e eeuw bouwde het huis Adhémar haar mottekasteel op de Monteil, een heuvel die uitkeek op de Roubion. De plaats was gunstig gelegen nabij de Rhône en de weg tussen Lyon en Arles. Deze plaats werd bekend als Montilium Aemarii, de berg van de Adhémars, waarvan de naam van de stad is afgeleid. In de 12e eeuw werd een nieuwe stenen burcht gebouwd.
In 1198 kenden Géraud en Lambert Adhémar stadsrechten toe aan Montélimar. Aan de heerschappij van het huis Adhémar kwam een einde in de 14e eeuw toen de stad in handen kwam van de paus (van 1340 tot 1447). In 1449 werd de stad een deel van Dauphiné. De stad werd verschillende keren ingenomen tijdens de Hugenotenoorlogen: in 1562 door Gaspard de Coligny, in 1585 door La Suze en in 1587 door François de Bonne de Lesdiguières.
Agronoom Olivier de Serres introduceerde de amandelteelt in de streek, die de basis zou vormen voor de noga-nijverheid.
In de 19e eeuw werden de stadswallen geslecht en werd de stad met een station aangesloten op het spoorwegnetwerk (1854).

## Geografie
De oppervlakte van Montélimar bedroeg op 1 januari 2022 46,81 vierkante kilometer; de bevolkingsdichtheid was toen 862,1 inwoners per km².
De rivieren Roubion en Jabron stromen door de stad om uit te monden in de Rhône die langs de stad stroomt.
De onderstaande kaart toont de ligging van Montélimar met de belangrijkste infrastructuur en aangrenzende gemeenten.

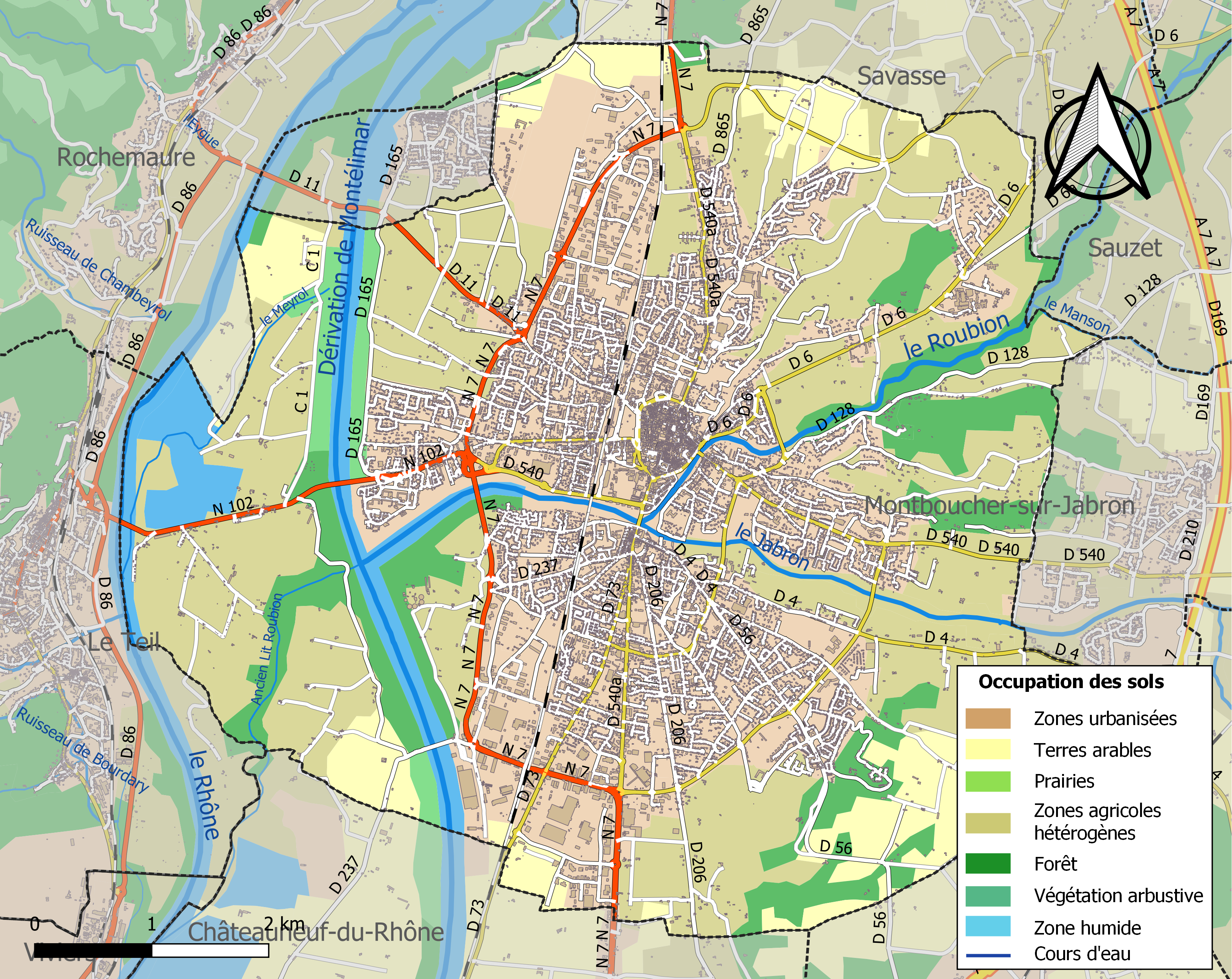

## Demografie
Onderstaande figuur toont het verloop van het inwonertal (bron: INSEE-tellingen).

## Economie
De stad is bekend om de 'nougat de Montélimar' die er wordt geproduceerd. Ze is de bakermat van de noga zoals hij in het noorden van West-Europa het meest bekend is. 

## Bezienswaardigheden

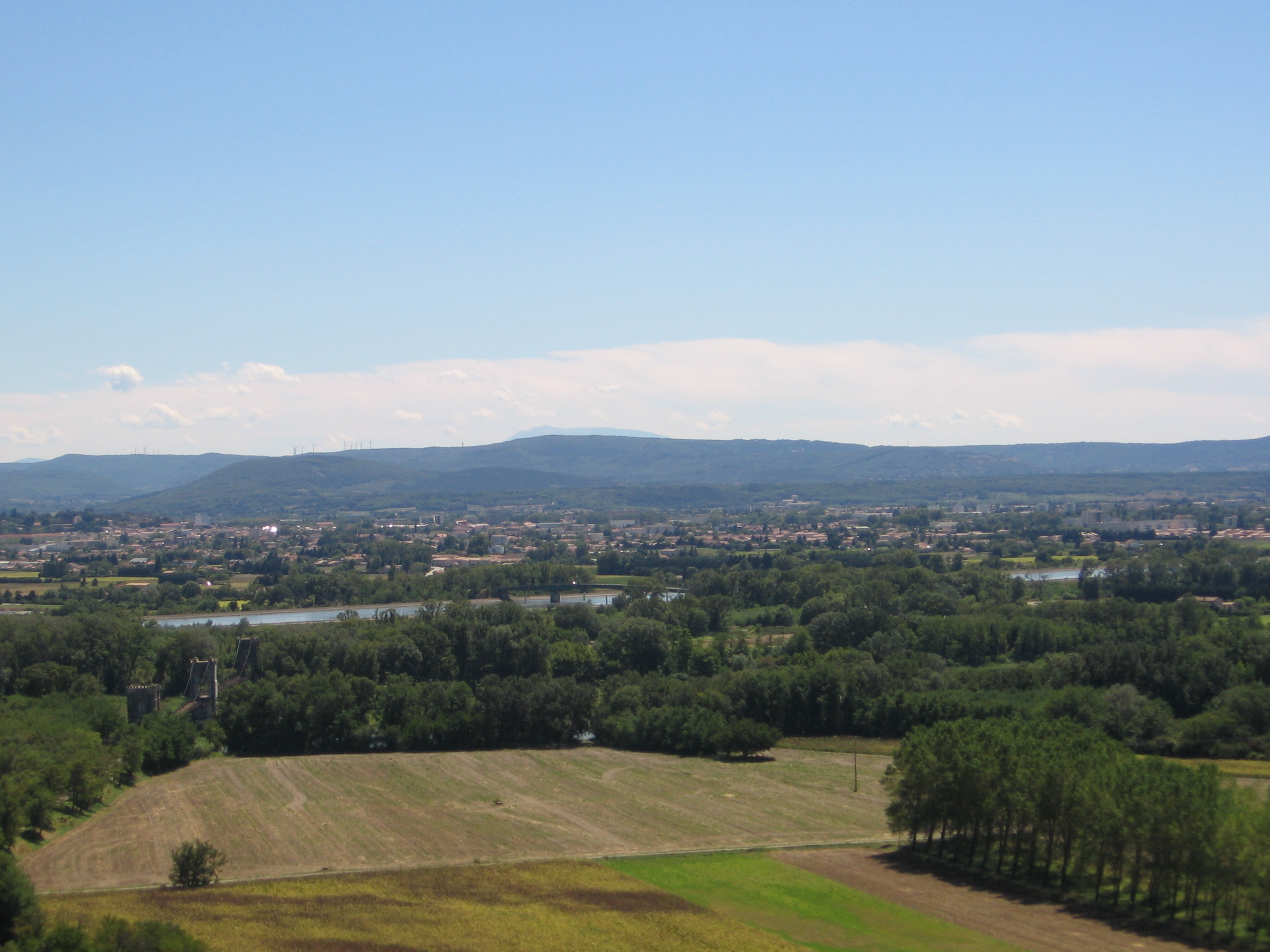
Uitzicht over Montélimar en de Rhône

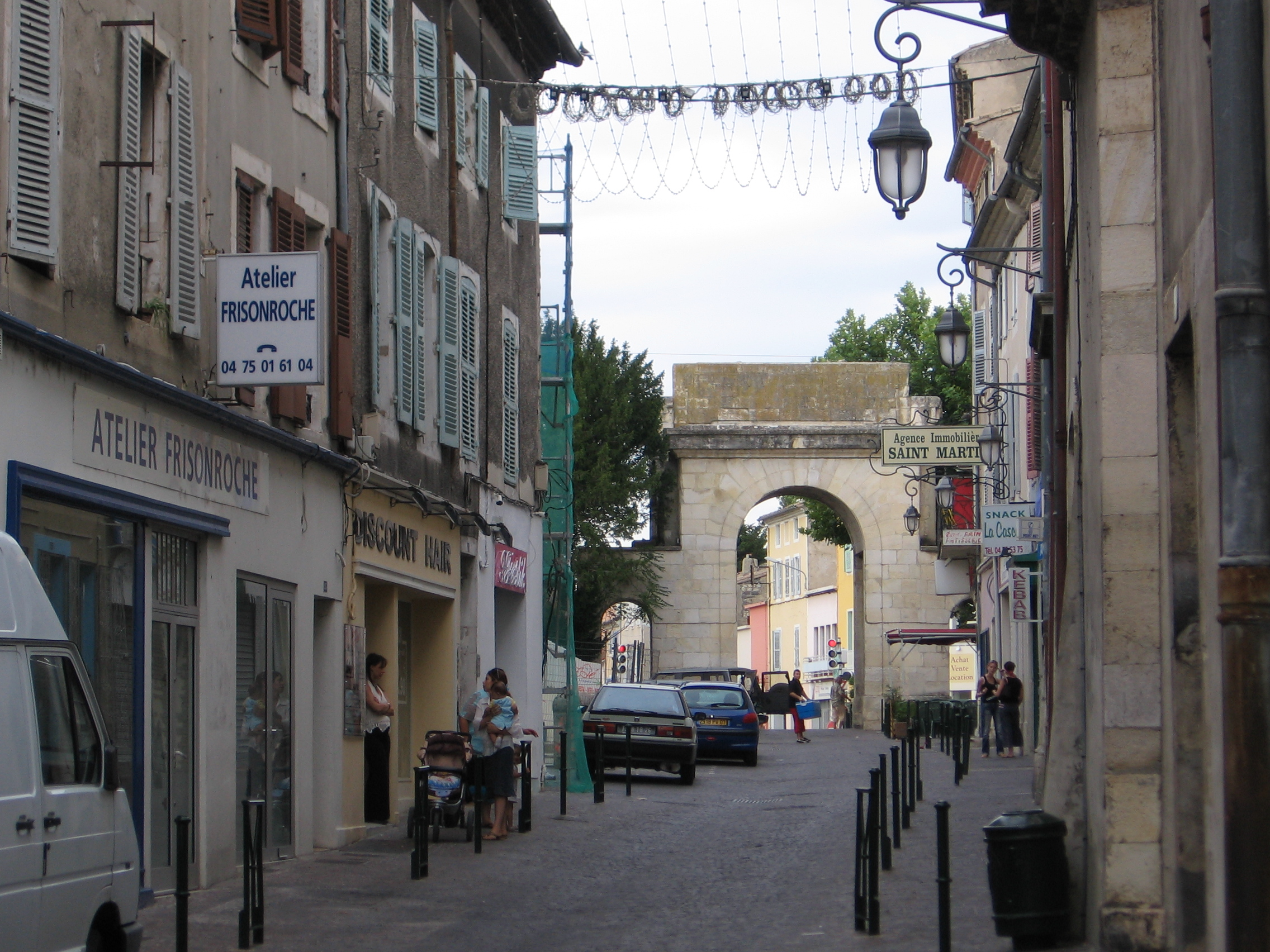
Stadspoort Saint Martin

- Château des Adhémar - kasteel, Centre d'Art Contemporain
- Stadspoort Saint Martin
- De Narbonne-toren
- Het huis "Diane de Poitiers"
- Musée de la Miniature
- Musée international des sucreries
- Base de Loisirs - recreatiegebied

### Afbeeldingen

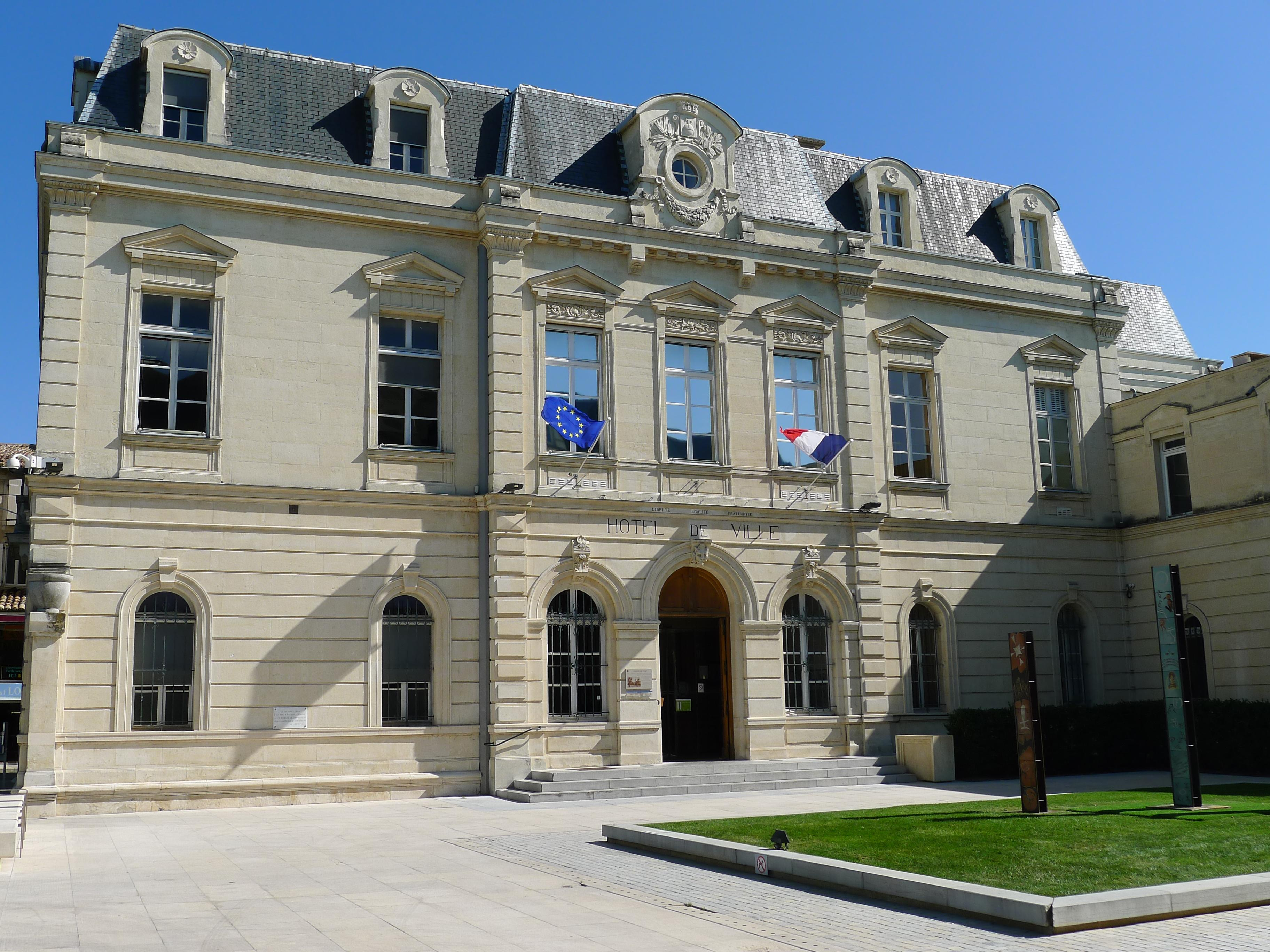
Gemeentehuis
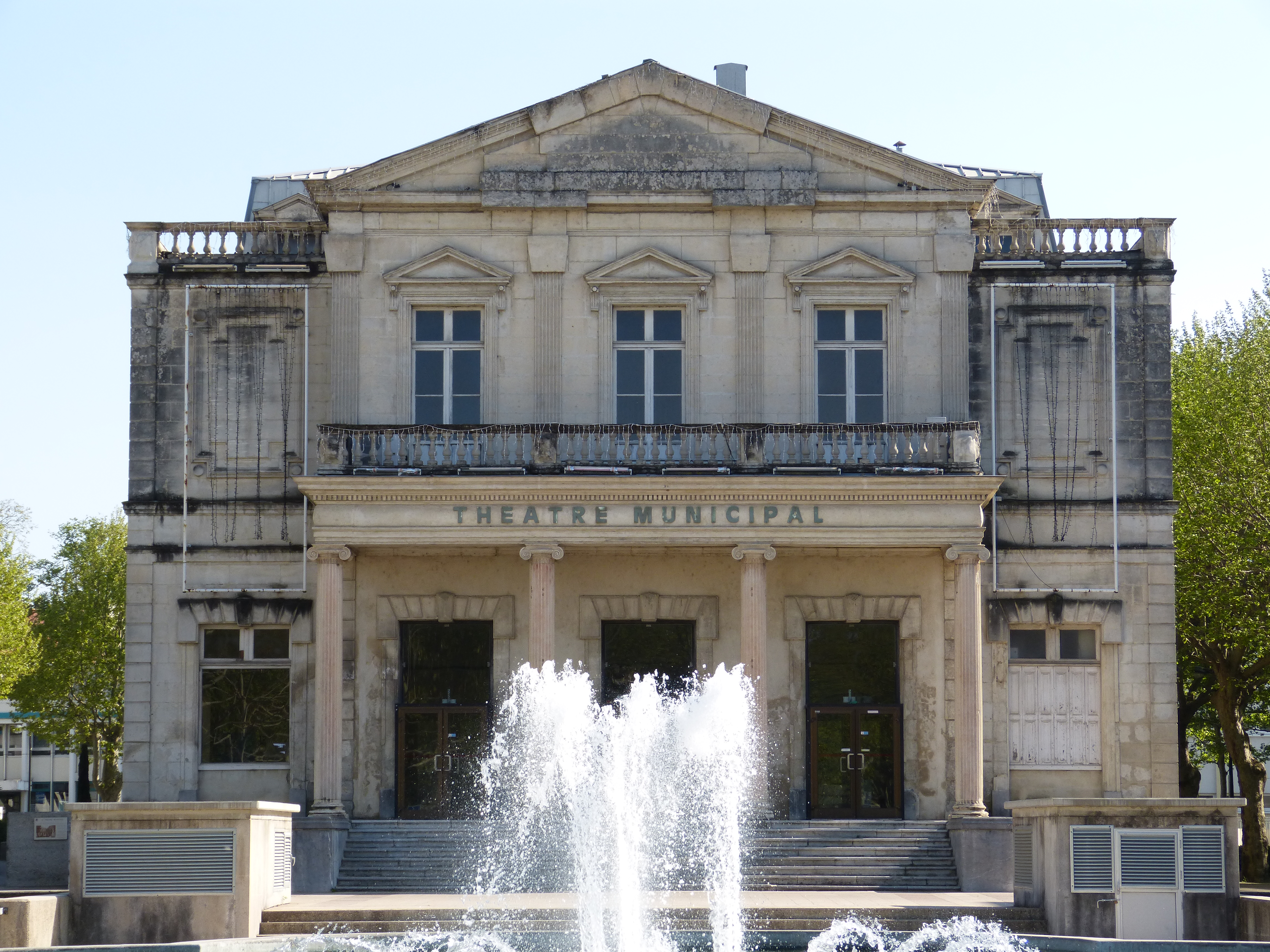
Theater
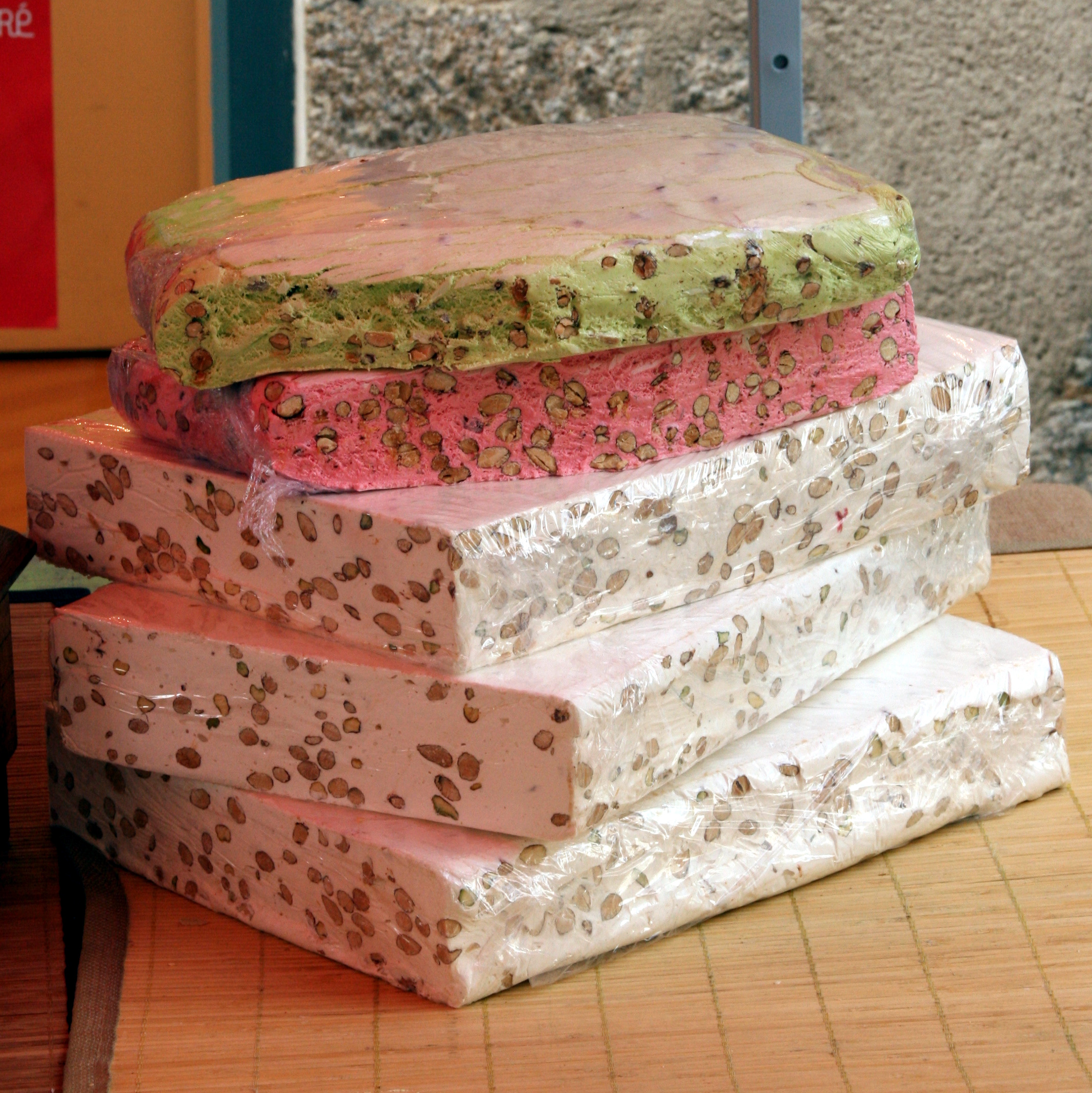
Noga

## Vervoer
De autoweg N7, voorheen de koninklijke weg van Comtat, loopt door de stad. De autosnelweg A7 ligt ten oosten van de stad (zie: Verzorgingsplaats Montélimar). 
De spoorweg en het station Station Montélimar werd geopend in 1854. Sinds 1981 is de stad ook aangesloten op het TGV-netwerk.

## Sport
De 14e etappe van de Ronde van Frankrijk 2006 eindigde in Montélimar. De 14e etappe van de Ronde van Frankrijk 2016 startte in Montélimar.

## Geboren
- Robert Planel (1908-1994), componist, muziekpedagoog en violist
- Yann Jouffre (23 juli 1984), voetballer